# Xenomystax congroides
Xenomystax congroides är en fiskart som beskrevs av Smith och Kanazawa, 1989. Xenomystax congroides ingår i släktet Xenomystax och familjen havsålar. Inga underarter finns listade i Catalogue of Life.